# 尼爾氏毛鼻鯰
尼爾氏毛鼻鯰（学名：Trichomycterus knerii），為輻鰭魚綱鯰形目毛鼻鯰科的其中一種。分布於南美洲厄瓜多淡水流域，體長可達15.5公分。

## 扩展阅读
維基物種上的相關：尼爾氏毛鼻鯰